# قبلاط
قبلاط (به عربی: قبلاط) یک منطقهٔ مسکونی در تونس است که در استان باجه واقع شده‌است.
 قبلاط  ۱۵٬۷۶۲ نفر جمعیت دارد.